# Чемпионат Ирландии по волейболу среди мужчин
Чемпионат Ирландии по волейболу среди мужчин — ежегодное соревнование мужских волейбольных команд Ирландии. Проводится с 1969 года.
Соревнования проходят в двух дивизионах — Премьер-лиге и 1-м дивизионе. Организатором чемпионатов является Волейбольная ассоциация Ирландии.

## Формула соревнований (Премьер-лига)
В сезоне 2024/25 чемпионат состоял из двух этапов — предварительного и плей-офф. По итогам предварительной стадии 4 команды вышли в плей-офф и по системе с выбыванием определили призёров определили призёров чемпионата. Полуфинальные и финальные пары команд проводили между собой по одному матчу.  
За победы со счётом 3:0 и 3:1 команды получают по 3 очка, 3:2 — 2, за поражения 2:3 — 1, за поражения 0:3 и 1:3 очки не начисляются.
В чемпионате 2024/25 в Премьер-лиге участвовали 8 команд: «Долки Дэвилз» (Долки), ЮКД (Дублин), ТКД (Дублин), «Гардианс Фианна» (Талла), «Дублин Браво», «Аэр Лингас» (Дублин), «Нет Форс» (Корк), «Дублин Эбу». Чемпионский титул выиграл «Долки Дэвилз», победивший в финале ЮКД 3:0. 3-е место занял ТКД.

## Чемпионы
| - 1970 «Клэнси Барракс» - 1971 «Клэнси Барракс» - 1972 «Клэнси Барракс» - 1973 - 1974 - 1975 - 1976 - 1977 «Куала Рокетс» - 1978 «Куала Рокетс» - 1979 - 1980 «Куала Рокетс» - 1981 - 1982 - 1983 «Дан Лере» Дублин - 1984 - 1985 «Талла» - 1986 «Талла» - 1987 «Талла» - 1988 «Аэр Лингас» Дублин - 1989 «Дандрам» - 1990 «Аэр Лингас» Дублин, «Грейстон» - 1991 «Аэр Лингас» Дублин - 1992 - 1993 «Аэр Лингас» Дублин - 1994 «Аэр Лингас» Дублин - 1995 «Артейн», «Дандрам» - 1996 «Артейн» - 1997 | - 1998 «Аэр Лингас» Дублин - 1999 - 2000 - 2001 ДКЮ Дублин - 2002 ДКЮ Дублин - 2003 «Аэр Лингас» Дублин - 2004 «Аэр Лингас» Дублин - 2005 ДКЮ Дублин - 2006 ДКЮ Дублин - 2007 «Аэр Лингас» Дублин - 2008 «Аэр Лингас» Дублин - 2009 «Корк» - 2010 «Ольстер Элкс» - 2011 «Манстер Тандер» Лимерик - 2012 ЮКД Дублин - 2013 «Аэр Лингас» Дублин - 2014 ЮКД Дублин - 2015 ЮКД Дублин - 2016 ЮКД Дублин - 2017 «Баллиман Пэтриотс» Дублин - 2018 «Баллиман Пэтриотс» Дублин - 2019 ЮКД Дублин - 2020 чемпионат не завершён, итоги не подведены - 2021 чемпионат отменён - 2022 ЮКД Дублин - 2023 ЮКД Дублин - 2024 ЮКД Дублин - 2025 «Долки Дэвилз» Долки |